# ابراهیم محمد صلح
ابراهیم محمد صُلِح (انگلیسی: Ibrahim Mohamed Solih؛ زادهٔ ۴ مهٔ ۱۹۶۴) یک سیاستمدار کشور مالدیو است که بعد از شکست دادن عبدالله یمین به‌عنوان رئیس‌جمهور انتخاب شد و از ۱۷ نوامبر ۲۰۱۸ تا ۱۷ نوامبر ۲۰۲۳        در قدرت بود.
او اولین بار در سال ۱۹۹۴ در سی سالگی به نمایندگی پارلمان انتخاب شد. صُلِح نقش اساسی در تأسیس حزب دمکراتیک مالدیو MDP و در جنبش اصلاح سیاسی مالدیو از ۲۰۰۳ تا ۲۰۰۸ داشت که مالدیو را به‌سوی اتخاذ یک قانون اساسی مدرن و دمکراسی چندحزبی برای اولین بار پیش برد. صُلِح همچنین یک عضو ارشد پارلمان و مجلس ویژه بود.
هواداران او بعد از انتخاب وی به رئیس‌جمهوری در خیابان‌ها به رقص و پایکوبی پرداختند. او از رئیس‌جمهور پیشین، عبدالله یمین، خواستار جابه‌جایی صلح‌آمیز قدرت  و آزادی زندانیان سیاسی شد.
وی دارای همسر و دو فرزند می‌باشد.